# Chacina de Guaíra
A Chacina de Guaíra como ficou conhecida, ocorreu no município do mesmo nome no Paraná no dia 22 de setembro de 2008, em que 15 pessoas foram executadas. O assassinato em massa de Guaíra é considerado o maior da história do Paraná.

## Crime e condenação
A motivação do massacre aconteceu por divida de drogas (narcotráfico) e para vingar um homicídio. Dirceu de Souza Pereira havia sido morto pelo suposto desvio de uma carga de maconha comprada por Jossimar Marques Soares, conhecido pela alcunha de Polaco.
Segundo informações das investigações, por volta das 13 horas do dia 22 de setembro de 2008, 3 homens encapuzados e fortemente armados invadiram o sítio Santa Clara, às margens do lago de Itaipu, onde abriram fogo contra mais de 20 pessoas, matando 15 e ferindo 8 que escaparam porque fingiram-se de mortas. O dono da propriedade, o Polaco, foi morto junto com um filho e uma filha, a única mulher entre os mortos.
As armas foram de grosso calibre. Jair Correia, Ademar Fernando Luiz e Fabiano Alves de Andrade foram considerados culpados. Os três homens foram perseguidos e presos pela polícia. Primeiro a ser preso Jair Correia. Ele foi capturado no dia 15 de outubro, em Rosana, estado de São Paulo. Ademar Fernando Luiz, foi preso no dia 21 de outubro em Lucas do Rio Verde, no Mato Grosso. Três dias depois, foi preso Fabiano Alves de Andrade, em Itaquiraí, Mato Grosso do Sul. Os acusados foram levados para o Centro de Detenção e Ressocialização de Cascavel.
A Promotoria de Justiça de Guaíra entendeu que os crimes foram praticados com crueldade, sem chance de defesa para as vítimas, além de algumas delas terem sido torturadas antes de serem mortas. O Ministério Público sugeriu 250 anos de prisão para cada um dos três acusados. Os assassinos réus confessos foram condenados a 348 anos de prisão em regime fechado, cada um, por 15 homicídios triplamente qualificados e oito tentativas de homicídio qualificado. Eles foram julgados no Tribunal do Júri do Fórum de Guaíra.

## Consequências
Após o crime, as forças de segurança pública criaram algumas iniciativas. O governo estadual reforçou a segurança na região de Guaíra, fronteira com o Paraguai. Foi implantado uma delegacia marítima da Polícia Federal (PF), com embarcações para patrulhar o lago. Os equipamentos e o efetivo policial que já estavam previstos, foram antecipados. A Polícia Rodoviária Federal (PRF), que não trabalhava na região, passou a atuar junto com a PF. O governo do estado, por meio da Secretaria de Estado da Segurança Pública (Sesp), implantou a Força Alfa da Companhia Independente de Fronteira.